# Higginsport

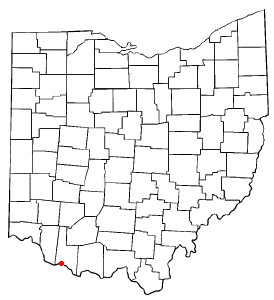
Higginsport na planie stanu Ohio

Higginsport – wieś w USA, w stanie Ohio, w hrabstwie Brown.
Liczba mieszkańców w 2010 roku wynosiła 251, a w roku 2012 wynosiła 248.